# نجمه سادات قاضی زاده فرد
نجمه سادات قاضی زاده فرد (najmehsadat ghazizadehfard) (متولد ۲۹ تیر ۱۳۷۰) ورزشکار و کاراته کا اهل تهران و بازیکن تیم ملی ایران در بخش کاتای تیمی است. او و هم تیمی‌هایش توانستند در سال ۲۰۱۴ در شهر برمن آلمان برای اولین بار در تاریخ کاتای بانوان ایران مدال برنز مسابقات جهانی را کسب کنند. قاضی زاده همچنین قهرمانی جام باشگاه‌های آسیا، عناوین مختلف مسابقات آسیایی و همچنین مدال‌های رنگارنگ در لیگ‌های جهانی را در کارنامه خود دارد.

### زندگی‌نامه
نجمه سادات قاضی زاده فرد، کاراته را از سن ۷ سالگی زیر نظر استاد فرخناز ارباب آغاز کرد. در ابتدا در هر دو بخش کاتا و کومیته فعالیت می‌کرد ولی با صلاحدید استاد فرخناز ارباب و استعداد نجمه سادات به‌طور حرفه ای وارد دنیای کاتا شد و با تلاش‌های بی وقفه توانست در سال ۱۳۸۵ به عضویت تیم ملی برسد و تا به امروز افتخار آفرینی کند. از بزرگ‌ترین افتخارات کسب شده توسط قاضی زاده و هم تیمی‌هایش می‌توان به کسب اولین مدال تاریخکاتای بانوان ایران در مسابقات جهانی برمن آلمان در سال ۲۰۱۴ اشاره کرد. وی از پر افتخارترین کاتاروهای ایران است و در مسابقات قهرمانی آسیا و لیگ‌های جهانی افتخار آفرینی کرده‌است وی همچنین در بازیهای کشورهای اسلامی ۲۰۱۳ که به میزبانی اندونزی برگزار می‌شد به دلیل محجبه بودن حذف شد.

## تحصیلات
نجمه سادات قاضی زاده فرد مدرک کارشناسی ارشد خود را در شاخه فیزیولوژی (تغذیه ورزشی) از دانشگاه آزاد، واحد تهران مرکز اخذ کرده و فارغ‌التحصیل این دانشگاه است.

## سابقه مربیگری
قاضی زاده همچنین مربیگری درجه ۱ فدراسیون کاراته و مربیگری درجه ۳ آمادگی جسمانی و کار با دستگاه فدراسیون بدنسازی را داراست. شروع فعایت مربیگری وی از سال ۱۳۹۴ است و برگزار کننده و ثبت کننده اولین سمینار (بازی و ورزش کاراته) زیر نظر فدراسیون کاراته برای سنین ۳تا۵، ۵تا۷، و ۷ به بالا می‌باشد.